# جيك لاسي
جيك لاسي (ولد في 14 فبراير 1985) هو ممثل أمريكي. يعرف من خلال دوره كبيت ميلر للموسم التاسع والأخير من المكتب و بجانب روني مارا في فيلم كارول (2015).

## حياته الشخصية
تزوج لاسي صديقته من وقت طويل لورين ديليو في 22 أغسطس 2015 في دورست، فيرمونت.

## الأعمال
| السنة | العنوان        | الدور                     | ملاحظات |
| ----- | -------------- | ------------------------- | ------- |
| 2014  | Obvious Child  | ماكس                      |         |
| 2014  | Balls Out      | كالب فولر                 |         |
| 2015  | كارول          | ريتشارد سيمكو             |         |
| 2015  | حب عائلة كوبر  | جوي                       |         |
| 2016  | كيف تكون عازبا | كين                       |         |
| 2016  | Their Finest   | Carl Lundbeck / Brannigan |         |
| 2016  | Miss Sloane    | Forde                     |         |
| 2018  | Rampage        | Filming                   |         |

| السنة   | العنوان                                         | الدور                              | ملاحظات                       |
| ------- | ----------------------------------------------- | ---------------------------------- | ----------------------------- |
| 2008    | غايدنغ لايت                                     | Chip                               | الحلقة 15546                  |
| 2010–11 | Better with You                                 | كيسي ماريون دافنبورت               | 22 حلقة                       |
| 2012    | Royal Pains                                     | فلويد                              | حلقة: "My Back to the Future" |
| 2012–13 | Office, Theالمكتب (مسلسل أمريكي)                | Pete Miller                        | 21 حلقة                       |
| 2014    | Michael J. Fox Show, TheThe Michael J. Fox Show | سكوت                               | حلقة: "Surprise"              |
| 2015    | Billy & Billie                                  | كيث                                | 7 حلقات                       |
| 2015–16 | فتيات                                           | فران باركر                         | 12 حلقة                       |
| 2016    | الإسبوع الماضي هذا المساء مع جون أوليفر         | Miscellaneous Commercial Character | حلقة: "Encryption"            |
| 2017    | I'm Dying Up Here                               | Nick Beverly                       |                               |

## وصلات خارجية
- جيك لاسي على موقع IMDb (الإنجليزية)
- جيك لاسي على موقع روتن توميتوز (الإنجليزية)
- جيك لاسي على موقع قاعدة بيانات الأفلام العربية
- جيك لاسي على موقع ألو سيني (الفرنسية)
- جيك لاسي على موقع أول موفي (الإنجليزية)
- جيك لاسي على موقع قاعدة بيانات الفيلم (الإنجليزية)
- جيك لاسي على موقع كينوبويسك (الروسية)